# Espel
Espel is een dorp in de gemeente Noordoostpolder, in de Nederlandse provincie Flevoland. Het is ten westen gelegen van Emmeloord en ten oosten van het IJsselmeer. De dorpskern ligt ten westen van de driesprong van de N712 en de N714, tussen Creil en Urk. Het dorp telt 1.680 inwoners (1 januari 2023).
De dorpskern van Espel is gelegen in een rechthoek en is compact van vorm. Het wordt omzoomt door bomen, met aan de noordkant een bosparkje. Het kent een open buitengebied dat anno 2024 nog altijd gericht is op de land- en tuinbouw. Door het dorpsgebied stromen onder meer de Espelervaart, Espelertocht, Onderduikerstocht, Klutentocht en Westermeertocht.

## Geschiedenis

### Ontstaansgeschiedenis
Espel is een van de dorpen die door een externe architectenbureau werd ontworpen. Het oorspronkelijk ontwerpplan voor de dorpskern werd uitgewerkt door architect Marius Duintjer. In 1953 werd zijn stedenbouwkundig plan goedgekeurd door de Directie van de Wieringermeer. De bouw van het dorp startte drie jaar later. De opzet van het dorp is dat het een langswegdorp is met een T-vormige groene brink in een dorpskern dat gebouwd werd in een rechthoek. Zoals de meeste dorpen zou er gebouwd worden in de Delftse School-stijl. Deze bouwstijl volgt meer een traditionele stijl van woningen.
Het oorspronkelijke plan werd wel iets aangepast, eenmaal begonnen met de bouw. Er werd besloten aan de noordzijde van de Keggehof zogenaamde duplexwoningen te bouwen. Deze werden met het oog op toen heersende woningnood gebouwd, wat inhield dat het kleine woningen waren waarin twee gezinnen konden wonen. Architect Wieger Bruin ontwierp de duplexwoningen zo dat de woningen twee voordeuren naast elkaar hadden met een eigen opgang. In de loop der tijd zijn deze woningen omgezet naar eengezinswoningen.
Het langwerpige industrieterrein dat aan het dorp is gelegen vormde een belangrijke element in het ontwerp, met name om landbouwgoederen die van het nieuw gewonnen land kwamen te verwerken en af te voeren. Daarom werd in 1953 een zogenaamde loswal aangelegd. Een havenkade bedoeld om goederen in schepen te laden. Deze loswal aan de Espelerdwarstocht bestond uit ingeheide verankerde stalen damwanden en ankerplaten. Voor de scheepvaart werd de slootvaart iets wat verbreed, een zogeheten zwaaikom werd er aangelegd zodat binnenvaartschepen konden keren. De loswal werd name gebruikt om suikerbieten te verschepen naar de verwerkingsfabrieken van de Coöperatieve Suiker Unie. Begin jaren 1970 raakte de loswal langzaam in onbruik wegens de toenemende vrachtverkeer, bij suikerbieten werd de kiepwagen de nieuwe manier van het ophalen van het land.

### Herkomst van de plaatsnaam
Espel is vernoemd naar een verdwenen plaats genaamd 'Espelo', dat bij Urk was gelegen. Urk viel zelfs onder Espelo. In 1317 wordt het vermeld in een stuk, dat zich in het archief van Kampen bevindt, dat aangeeft dat Vrc (Urk) gelegen is de 'parochia dicta Espelo'. Espelo lag ook op hetzelfde eiland waarop Urk was gelegen. In 1331 werd het vermeld als Espel. De plaatsnaam verwijst waarschijnlijk naar het feit dat het bij een espenbos was gelegen, of een waterloop met deze naam. Het eiland kende diverse plaatsen, waarbij Espelo de centrumplaats was. In de 16e eeuw kwam daar een eind aan. Tijdens de Allerheiligenvloed van 1570 werd grotendeels van het eiland waarop Urk en Espelo lagen verwoest. Het wordt niet uitgesloten dat de overblijfselen van Espolo de basis vormt van het moderne Urk, maar andere bronnen situeren het juist iets noordelijker van Urk.
In de provincie Overijssel ligt nabij Holten een gelijknamige plaats; Espelo.

### Geschiedkundige ontwikkelingen
In de loop van de tijd is de dorpskern van Espel verdicht met bewoning, via de bouw van enkele hofjes. Het open groene karakter is daardoor minder sterk aanwezig in Espel in vergelijking met de omliggende dorpen van de Noordoostpolder. Het groen dat er is is meer gericht op bomen dan op grasvelden.
In 1990 dacht de VVV van de Noordoostpolder in een toekomstvisie nog dat Espel in 2010 een vakantiedorp zou zijn verworden. Buiten het toeristische seizoen zou er dan sprake zijn van een spookdorp, gezien het geringe aantal inwoners dat er nog zouden zijn. Veel van de toekomstvisie is niet terecht gekomen. Hoewel het dorp in aantal woningen vooruit is gegaan liep het aantal voorzieningen rond het begin van de 21e eeuw terug. Er werden diverse initiatieven opgezet om het tij te keren, zo werden er een nieuw multifunctioneel centrum en sportcentrum gebouwd en keerde na enkele jaren afwezigheid een supermarkt terug in het dorp in 2011. De agrarische sector is anno 2024 nog altijd een belangrijke factor, met name de bollenteelt.

## Kerken
Op de uiteindes van de T-vormige groene brink van Espel waren drie kerken gepland, een rooms-katholieke, een protestantse en gereformeerde kerk. De laatste twee geloofsstromingen besloten nog voor de bouw van hun kerken tezamen in de kantine van het kamp Espel, dat voor de bouw van het dorp was opgezet kerkdiensten te houden. De katholieke kerk werd in 1960/61 als eerste gebouwd, naar het ontwerp van Jan Strik. De Verrijzenis des Heren deed tot 1998 dienst, waarna het is omgebouwd tot een woning. De kerk werd gebouwd in de begintijd van de modernisering van de katholieke kerk, de kerk werd zo gebouwd met een moderne en zakelijke uiterlijk. Kenmerkend aan de kerk is de combinatie van de traditionele en nieuwe constructies en materialen.
De protestantse en gereformeerde kerken besloten dat ze prima samen konden werken en dat er dus maar een kerkgebouw voor ze gebouwd diende te worden. De geplande derde kerk werd zo nooit gebouwd. In 1961 werd de eerste steen gelegd van de Una Sancta-kerk. De kerk werd ontworpen door architect Jan Christiaan Heese en wordt wel omschreven als 'architectonisch opvallend' en dan ook met name de witte kerktoren. In kerk zelf bevindt zich een mechanisch sleepladeorgel, gebouwd door Ahrend & Brunzema uit Duitsland in de 'neo-barokke-stijl'. De kerk en orgel werden op 8 maart 1962 in gebruik genomen. De kerk werd in 2005 verbouwd, waarbij de kerkzaal als kerk is behouden, maar de bijgebouwen zijn een multifunctioneel centrum geworden.

## Onderwijs
In het dorp ‍werd er een drietal lagere scholen (basisscholen) gebouwd, een christelijke, een rooms-katholieke en een openbare. De openbare school werd door Johan Hendrik de Herder en Hendrik Mastenbroek ontworpen terwijl de andere twee scholen door André Christiaan Kammeijer en werden rond 1957 gebouwd. In 1975 gingen de christelijke (School met de Bijbel) en een rooms-katholieke (Don Boscoschool) samen verder als de oecumenische basisschool De Ark in het gebouw van de Don Boscoschool. De andere school werd twee jaar later een verenigingsgebouw met een bowlingbaan.. In 1990 werd het gebouw van De Ark uitgebreid. In 2001 moest de openbare school, De Kaghe geheten, noodgedwongen diens deuren sluiten toen de school nog maar twintig leerlingen telde. In 2006 werd het schoolgebouw definitief gesloopt. Anno 2024 telt het dorp één basisschool.

## Sport en cultuur
In 2018 werd het Multifunctioneel Sportaccommodatie geopend in Espel. Hierin zijn een aantal sportverenigingen samengebald, de tennisvereniging, de ijsclub, de jeu-de-boulesvereniging, de wielerclub WTC Espel en voetbalvereniging SC Espel. Daarnaast kent het een bowlingvereniging dat banen heeft in café-restaurant annex partycentrum De Ducdalf. Dit gebouw diende oorspronkelijk als school, maar werd in 1977 omgebouwd tot verenigingsgebouw. In 2007 werd het centrum uitgebreid met nieuw bouw, maar de functie van een dorpshuis heeft het officieel niet meer. Sinds 2005 kent het dorp Espel het Multifunctioneel Centrum ‘t Mozaïek, dat is gevestigd zit in de bijgebouwen van de Una Sancta-kerk. Het geheel heet sindsdien ‘t Mozaïek. De witte kerktoren kreeg een rode en blauwe streep erbij, bedacht door kunstenaar Piet Tuytel. Het dorp kent verder de carnavalsvereniging De Vloertrappers en elk voorjaar wordt er een route langs de bloeiende bollenvelden uitgezet. 

## Windmolenpark
Aan de IJsselmeerdijk staan op de dijk en in het IJsselmeer een deel van de windmolens van het Windpark Noordoostpolder. De molens hebben een hoogte tot ongeveer 200 meter.

## Geboren in Espel
- Pieter Bijl (1964), voetballer